# 威红铁路
威红铁路是中国贵州省西南部的一条铁路，是南昆铁路和沪昆铁路两条大动脉之间，贵州西部煤炭资源外运的三条联络线（盘西线和水红线）之一，于1997年与南昆铁路同时建成通车。
南起贵州黔西南布依族苗族自治州兴义市威舍镇，在南昆铁路威舍站与大田边站之间向北分歧，到达六盘水市盘县红果镇，在红果站与盘西铁路和水红铁路交汇。威红铁路属昆明铁路局管辖，运营里程68公里，设8个站，主要是货运，仅有普通慢车通勤。